# Strike It Rich
Pour plus de détails, voir Fiche technique et Distribution.
Strike It Rich est un film britannique, réalisé par James Scott (en), sorti en 1990.

## Fiche technique
- Titre USA : Strike it rich
- Titre UK : Money talks
- Titre Finlande : Raha Ratkaisee
- Réalisation : James Scott (en)
- Scénario : James Scott (en) d'après le roman de Graham Greene
- Photographie : Robert Paynter
- Musique : Shirley Walker
- Pays d'origine : Royaume-Uni
- Format : Couleurs - 1,85:1 - Dolby
- Genre : comédie
- Date de sortie : 1990

## Distribution
- Robert Lindsay : Bertram
- Molly Ringwald : Cary
- John Gielgud : Herbert Dreuther
- Marius Goring : Blixon
- Richenda Carey : Miss Bullen
- Max Wall : Bowles
- Vladek Sheybal : Kinski
- Simon de La Brosse : Philippe
- Frances de la Tour : Mme de Vere
- Patrick Holt : L'homme lubrique
- Michel Blanc : Le patron de l'hôtel